# Francisco Mendes de Melo
Francisco Mendes de Melo (Santo Antônio da Platina, 27 de março de 1943) é um advogado e político brasileiro.

## Vida
Filho de Pedro Vidal Mendes de Melo e de Alice Mendes de Melo, bacharelou-se em direito pela Universidade Regional de Blumenau. Trabalhou como radialista e jornalista de 1969 a 1979. Casou com Edelcy Rosires Vieira Mendes de Melo, filha de Evelásio Vieira.

## Carreira
Foi deputado à Câmara dos Deputados na 46ª legislatura (1979 — 1983), eleito pelo Movimento Democrático Brasileiro (MDB).
Em 1980 integrou à Comissão da agricultura e Política Rural e foi suplente da Comissão de Fiscalização financeira, em 1982 filiou ao PSD, de 1983 a 1986 foi prefeito de Jundiaí do Sul, tentando reeleger como candidato em 2004, sem êxito. Em 1999 passou a atuar como empresário no ramo de construções, quando adquiriu a Construtora Brasiléia, em Blumenau.